# سفارت هندوراس در لندن
سفارت هندوراس در لندن (به انگلیسی: Embassy of Honduras) یک سفارت در بریتانیا است که در لندن واقع شده‌است.